# Xântipe

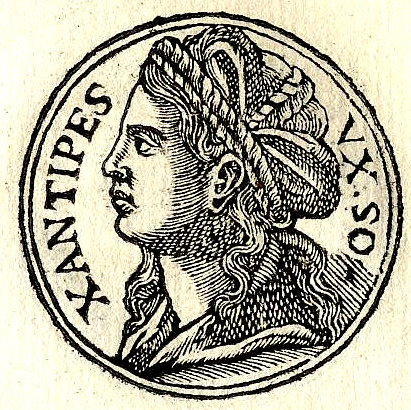
Xantippe from "Promptuarii Iconum Insigniorum "

Xântipe (Brasil) ou Xantipa(Portugal) (em grego:  Ξανθίππη) era a mulher de Sócrates e possivelmente mãe dos seus três filhos, Lamprocles, Sofronisco e Menexeno;[carece de fontes?] segundo Aristóteles, citado por Diógenes Laércio, Sofronisco e Menexeno eram filhos de outra esposa de Sócrates, Mirto, filha de Aristides, o Justo. Há mais histórias sobre ela do que fatos. É provável que tenha sido mais jovem que o filósofo, talvez em cerca de até 40 anos.

## Nome
Xãntipe significa "cavalo loiro", do grego ξανθός "xanthos" (loiro) e ιππος "hippos" (cavalo). Ela é uma das muitas personalidades gregas com um nome relativo a cavalo (cf. Philippos: "amante de cavalo", Hippocrates: "domador de cavalo", etc.). O "hippos" em grego antigo refere-se a um nome de origem aristocrática. Os gregos antigos tinham o costume de batizar a criança primogênita com o nome do avô mais ilustre.
O pai de Xântipe foi batizado com o nome de Lamprocles. Visto que ele era até mais bem estabelecido na aristocracia de Atenas do que o pais de Sócrates, o nome teria sido o preferido na escolha para o do primogênito.

## Casamento com Sócrates
Sócrates teve duas esposas; segundo Aristóteles, citado por Diógenes Laércio, a primeira foi Xântipe e a segunda Mirto, filha de Aristides, o Justo. Sátiro e Jerônimo de Rodes, também citados por Diógenes Laércio, dizem que, pela falta de homens em Atenas, foi permitido a um ateniense casado ter filhos com outra mulher, e que Sócrates teria tido Xântipe e Mirto ao mesmo tempo. Há também uma outra história que Sócrates por estar muito tempo longe de casa, ao ser avistado pela sua mulher, é excomungado ao chegar perto de casa, ela joga um balde de dejetos das necessidades da noite passada sobre a cabeça e tranca a porta para que ele não entre em casa.

## Personalidade
Platão a descreve como (cf. Fédon) sendo não mais que uma mulher devotada e mãe de família (60a-b, 116b). Xenofonte, em Memorabilia, a retrata da mesma forma, embora demonstre que Lamprocles reclamasse de um temperamento muito forte (2.2.7-9); poder-se-ia argumentar que isso se deve antes a que o mesmo era um adolescente. É só em Xenófanes, no Simpósio, que vemos Sócrates concordar que ela é (cf. Antístenes) "a pessoa mais difícil de se relacionar de todas as mulheres que existem" (cf, 2.10). No entanto, Sócrates acrescenta que ela a escolheu por causa do seu espírito argumentativo.
Talvez esta imagem tenha se originado com Antístenes, um dos pupilos de Sócrates, visto que Xenófanes foi quem o retratou dessa forma. Cláudio Eliano também a retrata como ciumenta quando descreve um episódio em que ela pisa num bolo mandado para Sócrates por Alcibíades. Diógenes Laércio (Vidas 2.36-37) conta ainda outras histórias envolvendo Xântipe com um suposto abuso, mas ele não cita nenhuma fonte. O Dr. Mário Sérgio Cortella diz que Alcebíades era amante de Sócrates.